# Scars & Stories
Scars & Stories es el tercer álbum de estudio de la banda americana de rock alternativo The Fray y fue lanzado el 7 de febrero de 2012.
Scars & stories fue grabado empezando en marzo de 2011 y concluyendo en julio de 2011. A diferencia de sus álbumes anteriores How to save a life y The Fray los cuales fueron producidos por Aaron Taylor-Johnson y Mike Flynn, su tercer álbum fue producido por Brendan O' Brien. Durante una presentación en el Hard Rock en Boston, Massachusetts, Isaac Slade dijo que el álbum Scars & stories fue nombrado después de un B-Side que no colocaron en su tercera grabación. Él dijo que la banda estaba indecisa sobre el título pero que finalmente fueron capaces de nombrarlo así.
"Hemos estado dentro de muchas cosas personales, y como banda seguimos juntos; y creo que nos agradó la idea de "cicatrices", porque sanan, no son como heridas necesariamente; pero son como un tipo de mapa de donde has estado y ciertamente es como un punto de referencia de hacia donde quieres ir."
El tema Heartbeat se convierte en el primer sencillo de este nuevo álbum.
La canción Run for your life se convierte en el segundo sencillo del álbum.

## Lista de canciones
| N.º | Título              | Escritor(es)                       | Duración |  |
| 1.  | «Heartbeat»         | Isaac Slade/Joseph King            | 3:41     |  |
| 2.  | «The Fighter»       | Slade/King/David Welsh/Ben Wysocki | 4:20     |  |
| 3.  | «Turn Me On»        | Slade/King/Welsh/Wysocki           | 3:03     |  |
| 4.  | «Run for Your Life» | Slade/King                         | 3:59     |  |
| 5.  | «The Wind»          | Slade/King/Welsh/Wysocki           | 4:15     |  |
| 6.  | «1961»              | Slade/King                         | 3:54     |  |
| 7.  | «I Can Barely Say»  | Slade/King                         | 4:20     |  |
| 8.  | «Munich»            | Slade/King/Welsh/Wysocki           | 3:57     |  |
| 9.  | «Here We Are»       | Slade/King/Welsh/Wysocki           | 3:32     |  |
| 10. | «48 to Go»          | Slade/King/Welsh/Wysocki           | 3:23     |  |
| 11. | «Rainy Zúrich»      | Slade/King                         | 3:48     |  |
| 12. | «Be Still»          | Slade/King/Welsh/Wysocki           | 2:49     |  |

| iTunes Deluxe edition bonus tracks (all cover songs) |                                                    |                        |          |  |
| N.º                                                  | Título                                             | Originally recorded by | Duración |  |
| 13.                                                  | «Maps»                                             | Yeah Yeah Yeahs        | 3:18     |  |
| 14.                                                  | «Ready or Not» (featuring Stacie Orrico)           | The Fugees             | 3:50     |  |
| 15.                                                  | «Why»                                              | Annie Lennox           | 4:00     |  |
| 16.                                                  | «Boulder to Birmingham» (featuring Emmylou Harris) | Emmylou Harris         | 5:07     |  |
| 17.                                                  | «Streets of Philadelphia»                          | Bruce Springsteen      | 3:49     |  |